# Johannes Bahlmann

Wappen von Bernardo Johannes Bahlmann

Bernhard Johannes Bahlmann OFM, auch Bernardo Johannes Bahlmann, (* 10. Dezember 1960 in Visbek) ist ein deutsch-brasilianischer Ordensgeistlicher und römisch-katholischer Bischof von Óbidos in Brasilien.

## Kindheit, Schule und Ausbildung
Von 1967 bis 1971 besuchte Bahlmann die Grundschule Visbek (Gerbertschule), wo er seine schulische Grundbildung erhielt. Anschließend setzte er seine Schulausbildung in der Orientierungsstufe Visbek (Benediktschule) fort, die er von 1971 bis 1973 besuchte. Daran schloss sich ein vierjähriger Besuch der Realschule Visbek, ebenfalls an der Benediktschule, von 1973 bis 1977 an. Im Anschluss daran absolvierte er im Schuljahr 1977/1978 die Höhere Handelsschule in Wildeshausen, die ihm eine weiterführende Vorbereitung auf seine berufliche Ausbildung ermöglichte.
Von 1978 bis 1980 absolvierte Bahlmann eine zweijährige Ausbildung im Ausbildungsberuf Landwirt. Die praktische Ausbildung erfolgte auf zwei Höfen, bei Hermann Wreesmann auf Gut Altenoythe in Friesoythe sowie bei Franz-Josef Koke auf der Kokenmühle in Visbek. Parallel dazu besuchte er die Berufsschule in Friesoythe.
Im Anschluss daran setzte er seine berufliche Qualifikation durch den Besuch der einjährigen Fachschule für Landbau an der Justus-von-Liebig-Schule in Vechta fort. Diese schloss er 1981 mit dem Abschluss „Staatlich geprüfter Wirtschafter“ ab.
Von 1981 bis 1982 nahm Bahlmann am Austauschprogramm der Future Farmers of America teil und absolvierte ein landwirtschaftliches Berufspraktikum auf den Sky Vu Farms in Hastings, Minnesota, USA. Zur weiteren akademischen Qualifikation besuchte er von 1982 bis 1983 die Fachoberschule für Ingenieurwesen mit dem Schwerpunkt Landbau/Gartenbau in Osnabrück. Hier erlangte er das Fachabitur.

## Theologische Ausbildung in Brasilien
Am 12. August 1983 kam Bahlmann in Brasilien an, wo er seine Tätigkeit in der Seelsorge und Ausbildung begann. Zunächst absolvierte er von 1983 bis 1985 ein Praktikum in der Pfarrgemeinde Nossa Senhora da Glória und den dazugehörigen Sozialwerken Nossa Senhora da Glória – Fazenda da Esperança sowie im Seminar Frei Galvão in Guaratinguetá, Bundesstaat São Paulo. Am 1. Mai 1984 trat er in das Postulantat in Guaratinguetá ein. Im selben Jahr nahm er am Programm des CENFI, einer Organisation der brasilianischen Bischofskonferenz, teil, das aus einem viermonatigen Studium der portugiesischen Sprache und brasilianischen Kultur für ausländische Missionare in Brasília bestand.
Am 10. Januar 1986 begann er sein Noviziat im Orden der Minderbrüder (Franziskaner) in Rodeio, Bundesstaat Santa Catarina. Ein Jahr später, am 10. Januar 1987, legte er in Rodeio seine ersten Gelübde ab. Zwischen 1987 und 1989 studierte er Philosophie an der ordenseigenen Hochschule Instituto de Filosofia São Boaventura in Campo Largo, Paraná. Dieses Studium wurde 1991 offiziell von der Universität São Francisco, São Paulo, anerkannt, wodurch Bahlmann die Zulassung zum Lehramt für Philosophie und Psychologie in der Oberstufe sowie für Geschichte in der Unter- und Oberstufe durch das brasilianische Bildungsministerium erhielt. Von 1990 bis 1991 war er als Ausbildungsleiter und Lehrer für Franziskanische Spiritualität, Geschichte und Englisch am ordenseigenen Kolleg Seminário Santo Antonio für Schüler der Gymnasialklassen in Agudos, São Paulo, tätig.
Am 4. Oktober 1991 legte Bahlmann in Agudos, Bundesstaat São Paulo, seine ewigen Gelübde ab. 1992 absolvierte er ein Praktikum im spirituellen Ausbildungszentrum der Fokolar-Bewegung, dem Centro Mariápolis Ginetta, in Vargem Grande Paulista, São Paulo. Im Anschluss begann er 1993 ein Theologiestudium am Instituto Teológico Franciscano in Petrópolis, Rio de Janeiro, das er 1996 abschloss. Währenddessen diente Bahlmann von 1995 bis 1997 als Guardian (Hausoberer) der Fraternität Nossa Senhora de Guadalupe in Petrópolis, Rio de Janeiro.

## Priester und Bischof
Am 7. Dezember 1995 wurde Bahlmann in Petrópolis durch Kardinal João Brás de Aviz, damals Weihbischof in Vitória, Espírito Santo, und heute Präfekt des Dikasteriums für die Institute des geweihten Lebens und die Gesellschaften des Apostolischen Lebens, zum Diakon geweiht. Am 12. Juli 1997 empfing er in der St.-Vitus Kirche in Visbek die Priesterweihe durch Dr. Reinhard Lettmann, den damaligen Bischof von Münster.
Am 28. Januar 2009 wurde Bahlmann von Papst Benedikt XVI. zum Bischof der Territorialprälatur Óbidos im Bundesstaat Pará ernannt. Die Bischofsweihe erfolgte am 9. Mai 2009 im St.- Paulus-Dom zu Münster durch Dr. Felix Genn, Bischof von Münster, sowie Martin Lammers, Bischof em. von Óbidos, und Heinrich Timmerevers, Weihbischof in Münster und Vechta.
Am 23. Mai 2009 trat er sein Amt als Bischof der Territorialprälatur Óbidos an. Im Jahr 2011, am 9. November, erfolgte eine weitere Ernennung, Bahlmann wurde zum ersten Diözesanbischof von Óbidos ernannt. Die feierliche Einführung zum 1. Diözesanbischof fand am 21. Januar 2012 anlässlich der Bistumserhebung von Óbidos statt. Sein Bischofswappen zeigt das auf Franz von Assisi verweisende „Tau“ aus dem griechischen Alphabet, einen Fisch, der an Visbek erinnert, und einen Paranussbaum, der in Óbidos oft zu finden ist. Der Wahlspruch lautete A todos vida plena („Allen das Leben in Fülle“).

## Aufgaben und Aktivitäten nach der Priesterweihe
Von 1998 bis 2000 war Bahlmann Guardian des Franziskanerklosters Sagrado Coração de Jesus mit angeschlossener theologischer Hochschule und gleichzeitig Vikar in der Pfarrgemeinde Sagrado Coração de Jesus in Petrópolis, Rio de Janeiro. Parallel dazu übernahm er von 1998 bis 2007 den Vorsitz der Kinder- und Jugendtagesstätte Centro Educacional Terra Santa in Petrópolis.
In den Jahren 1999 und 2000 war Bahlmann zudem Mitglied im Priesterrat der Diözese Petrópolis. Ab 2001 wurde er Guardian des Franziskanerklosters São Francisco in São Paulo, wo er bis 2009 als Vikar in der gleichnamigen Pfarrgemeinde tätig war. Von 2001 bis 2002 übernahm er die Aufgabe des Generalvisitators der Franziskanerprovinz São Benedito da Amazônia mit Sitz in Santarém, Pará.
In dieser Zeit war Bahlmann auch geistlicher Assistent der Franziskanerinnen von Ingolstadt in deren brasilianischer Region in São Paulo (2001–2009). Gleichzeitig war er Mitglied des Direktoriums der Sozialwerke der Franziskaner, des Serviço Franciscano de Solidariedade (SEFRAS), das unter der Leitung der Franziskanerprovinz der Unbefleckten Empfängnis verschiedene soziale Projekte in Brasilien koordinierte und durchführte.
2005 übernahm er erneut die Aufgabe eines Generalvisitators, diesmal für die Franziskanerprovinz Sete Alegrias de Nossa Senhora in Campo Grande, Mato Grosso do Sul. Von 2006 bis 2009 war er Mitglied des Verwaltungs- und Finanzrats der Franziskanerprovinz und Koordinator des Departments für Nachhaltigkeit und soziale Projekte.

## Aufgaben und Aktivitäten als Diözesanbischof
Von 2011 bis 2015 war Bahlmann stellvertretender Präsident der regionalen Bischofskonferenz der Bundesstaaten Pará/Amapá (CNBB Norte 2) mit Sitz in Belém do Pará. Gleichzeitig übernahm er von 2011 bis 2018 das Amt des Präsidenten des Caritasverbandes der regionalen Bischofskonferenz (CNBB Norte 2). Auch als Präsident des regionalen Missionsrates (CNBB Norte 2) war Bahlmann von 2011 bis 2019 tätig.
Seit 2012 ist er der erste Diözesanbischof von Óbidos. In dieser Funktion engagiert er sich auch als Vorsitzender und Direktor der "Fazenda da Esperança Santa Clara", einem Therapiezentrum für Drogen- und Alkoholabhängige in Óbidos. Ab 2014 wurde er zudem Ehrenpräsident des Malteserordens für Zentral- und Nordbrasilien sowie Ehren-Konventualkaplan des Souveränen Ritter- und Hospitalordens vom Heiligen Johannes von Jerusalem, Rhodos und Malta (Souveräner Malteserorden) für die gleiche Region.
Von 2014 bis 2021 war Bahlmann stellvertretender Präsident des Hospitals "Santa Casa de Misericórdia" in Óbidos. Zudem gehörte er von 2015 bis 2019 der Bischöflichen Kommission für die Missionarische Aktion und intereklesiale Kooperation der brasilianischen Bischofskonferenz (CNBB) an. Seit 2015 ist er Vorsitzender der regionalen Bischofskonferenz der Bundesstaaten Pará/Amapá (CNBB Norte 2), und 2019 erfolgte seine Wiederwahl.
Seit 2016 fungiert er als kirchlicher Assistent der Kongregation der Franziskaner von der Vorsehung Gottes (Frades Franciscanos na Providência de Deus) in Jaci, São Paulo. 2017 wurde er Mitglied der Akademie für Kunst und Literatur in Óbidos und erhielt den „Symbolischen Stuhl Nr. 17 – Herculano Marcos Inglés de Souza“. Im selben Jahr übernahm er den Vorsitz der "Associação Beneficente Emaús", der Sozialwerke des Bistums Óbidos.
Seit 2019 ist Bahlmann auch Mitglied des Aufsichtsrats von REPAM (Rede Eclesial Panamazônica do Brasil), dem kirchlichen Panamazonischen Netzwerk in Brasilien. 2021 wurde er stellvertretender Präsident der "Associação Amiga da Criança e do Adolescente – ACA" in Juruti, Pará, die 24 Kindergärten betreibt. Seit 2022 ist er Vorsitzender und Direktor des Hospitals "Santa Casa da Misericórdia" in Óbidos.

## Auszeichnungen und Ernennungen
20. Mai 2014:	Ehrenhäuptling mit dem Namen ‘Massú Massú’ der indigenen Stämme der Tiriyó, Kaxuyana und Xiquiyana im Tumucumaque Nationalpark im Norden des Bundesstaats Pará
13. Dezember 2014:	Ehrenbürger der Stadt Óbidos, Pará
17. Dezember 2014: 	Ehrenbürger des Bundesstaates Pará
31. August 2019:	Ehrenbürger von Visbek. Deutschland
07. Dezember 2020:	Ehrenbürger der Stadt Juruti, Pará
29. Juni 2023:	Ehrenakademiker der Brasilianischen Akademie für Literatur der Rotarier (Academia Brasileira Rotária de Letras – Abrol – Oeste do Pará), Santarém, Pará
05. Oktober 2023: 	Verdienstmedaille Muttergottes von Nazareth (Comenda Legislativa do Mérito Nossa Senhora de Nazaré), Landtag des Bundesstaates Pará, Belém do Pará